# Philip Stegers
Philip Stegers (* 1973 in Dortmund) ist ein deutscher Songwriter, Filmproduzent, Filmkomponist und Hörspielautor. Zeitweilig arbeitete er unter den Künstlernamen „Farfisatan“ und „Lee Buddah“.

## Leben
Stegers wurde 1973 in Dortmund geboren.
1996 gründete der Musiker die Band Lee Buddah. Der Bandname ist eine Hommage an den Fußballspieler Reinhard Libuda. Im selben Jahr erschien die EP Stadtverkehr, gefolgt von dem Musikalbum Halbgescheid im Jahr 1997. Während des Booms des deutschen Hip-Hop Ende der 1990er-Jahre wurde die Band durch die Single Novemberhände des Albums Primat Midi aus dem Jahr 2000 über die Hip-Hop-Szene hinaus bekannt. Im Musikvideo zur Single wirkte die Pornodarstellerin Michaela Schaffrath mit, die als „Gina Wild“ bekannt geworden war. 2005 erschien das bislang letzte Musikalbum von Lee Buddah mit dem Titel Frühjahrschronik. 2009 war Stegers als Begleitsänger bei Mach den Bibo von Olli Schulz zu hören.
Zeitweilig arbeitete Stegers als Musikproduzent, Remixer und Gastmusiker für Künstler wie Erobique, Dike, Lotte Ohm, Fink, Olli Schulz, Too Strong, Die L.P. und Droopy.
2000 schrieb Stegers sein erstes Hörspiel für den WDR, S-Bahn fahr’n. Es folgten der Dreiteiler Grund GmbH sowie Voodoo Child (in Zusammenarbeit mit Benjamin Quabeck), Die Nordlandfahrer (2014) und Wilhelm – Schicksalsjahre eines Kaisers (2023). Mit Co-Autorin Andrea Halter wandte sich Stegers dem Feature zu und wurde auch als Hörspielregisseur und -komponist tätig. 
Als Filmkomponist arbeitete Stegers erstmals 2001 für Benjamin Quabecks Film Nichts bereuen. Neben der Filmmusik komponierte er den Titel Drei Wünsche und steuerte eine Coverversion des Hildegard-Knef-Liedes Im 80. Stockwerk bei, der auch schon auf dem Album Primat Midi vertreten war. Als Teil der Filmmusik von Verschwende deine Jugend verfasste er epochentypische Songs fiktiver Bands. Für den Film Kammerflimmern arbeitete er musikalisch mit der Koblenzer Rockband Blackmail zusammen. Er komponierte auch für Produktionen wie Hardcover (2008), Keep Surfing (2010) und Drachenmädchen (2012).

## Diskografie

### Alben
- 1997: Halbgescheid (CD/LP)
- 2000: Primat Midi (CD/LP)
- 2005: Frühjahrschronik (CD/LP)

### Filmmusik
- 2002: Nichts bereuen (CD/LP)
- 2003: Verschwende deine Jugend (CD/LP) (Produktion)
- 2005: Kammerflimmern (CD/LP) (Produktion in Zusammenarbeit mit Blackmail)
- 2008: Hardcover
- 2010: Keep Surfing
- 2012: Drachenmädchen
- 2018  Black China
- 2019: Axel der Held
- 2022: Werner Herzog – Radical Dreamer

### Rundfunkarbeiten
- 2000: S-Bahn fahr’n, WDR[3]
- 2005: Grund GmbH mit Benjamin Quabeck, WDR
- 2007: Voodoo Child mit Benjamin Quabeck, WDR
- 2008: Hinter tausend Stäben meine Welt (Musiker), WDR
- 2009: Timeshift 20 – Zurück in 20 Jahre „Die fantastischen Vier“ mit Boris Heinrich, WDR
- 2011: Die Sehnsucht nach der Klammer (Feature) mit Andrea Halter, WDR
- 2011: Die Höhle von Benjamin Quabeck, Musik, WDR
- 2012: Die Entstehung des Hörspiels „Umbach muss weg“ von Thomas von Steinaecker, Komposition, BR
- 2012: Die Preisträgerinnen von Marlene Streeruwitz, Komposition, SWR
- 2012: 3 Tage Nordstadt mit Benjamin Quabeck, WDR[5]
- 2013: Junge von Max von Malotki, Komposition, WDR
- 2014: Die Nordlandfahrer, Buch, Regie und Komposition, WDR
- 2014: Die Siedlung, WDR[6]
- 2015: Das Babäm-Prinzip (Feature) mit Andrea Halter, WDR
- 2017: Sirius FM. Expedition an den Bandtellerrand mit Ulrich Bassenge, WDR[7]
- 2017: Heinrich Böll – Das Gewissen der Literatur von Thomas von Steinaecker, Regie und Komposition, WDR
- 2017: Fuffzich Minuten Berlin von Benjamin Quabeck, Komposition, WDR[8]
- 2018: Die Superstars, Regie: Benjamin Quabeck, WDR[9]
- 2018: Being Nico (Feature) mit Andrea Halter, WDR
- 2018: Die Astronautin von Thomas von Steinaecker, Komposition, BR
- 2019: Guter Rat. Ringen um das Grundgesetz, Bearbeitung der Protokolle des Parlamentarischen Rates, WDR[10]
- 2019: Die Zuneigung ist etwas Rätselvolles – Theodor Fontane und die Frauen von Thomas von Steinaecker, Regie und Komposition, WDR
- 2019: Beethoven Voyager – mit Ludwig van quer durch die Weltgeschichte von Thomas von Steinaecker, Regie und Komposition, WDR
- 2021: Antikammer von Benjamin Quabeck und Alexander von Lukowitz, Komposition mit Gunter Papperitz, WDR[11]
- 2023: Wilhelm. Schicksalsjahre eines Kaisers, WDR[12]